# Португалия на зимних Олимпийских играх 1994
Португалия принимала участие в Зимних Олимпийских играх 1994 года в Лиллехамере (Норвегия) в третий раз за свою историю, пропустив Зимние Олимпийские игры 1992 года, но не завоевала ни одной медали. Делегацию представлял единственный горнолыжник Жорже Мендеш, принимавший участие в четырёх видах программы.

## Результаты

### Горнолыжный спорт
Мужчины
| Спортсмен    | Дисциплина        | 1-й спуск (ск. спуск) | 1-й спуск (ск. спуск) | 2-й спуск (слалом) | 2-й спуск (слалом) | 3-й спуск (слалом) | 3-й спуск (слалом) | Итог    | Итог       | Итог  |     |     |
| Спортсмен    | Дисциплина        | Время                 | Место                 | Время              | Место              | Время              | Место              | Время   | Отставание | Место |     |     |
| ------------ | ----------------- | --------------------- | --------------------- | ------------------ | ------------------ | ------------------ | ------------------ | ------- | ---------- | ----- | --- | --- |
| Жорже Мендеш | скоростной спуск  | н/д                   | н/д                   | н/д                | н/д                | н/д                | н/д                | 1:49.20 | +3.45      | 41    |     |     |
| Жорже Мендеш | супергигант       | н/д                   | н/д                   | н/д                | н/д                | н/д                | н/д                | DNF     | DNF        | DNF   |     |     |
| Жорже Мендеш | гигантский слалом | 1:35.94               | 41                    | 1:29.26            | 33                 | н/д                | н/д                | 3:05.20 | +12.74     | 32    |     |     |
| Жорже Мендеш | комбинация        | 1:40.29               | 30                    | DNF                | DNF                | DNF                | DNF                | DNF     | DNF        | DNF   | DNF | DNF |